# Eurytoma similacis
Eurytoma similacis is een vliesvleugelig insect uit de familie Eurytomidae. De wetenschappelijke naam is voor het eerst geldig gepubliceerd in 1931 door Ishii.